# Phaseolus acutifolius
Phaseolus acutifolius är en ärtväxtart som beskrevs av Asa Gray. Phaseolus acutifolius ingår i släktet bönor, och familjen ärtväxter.

## Underarter
Arten delas in i följande underarter:
- P. a. acutifolius
- P. a. latifolius

## Bildgalleri

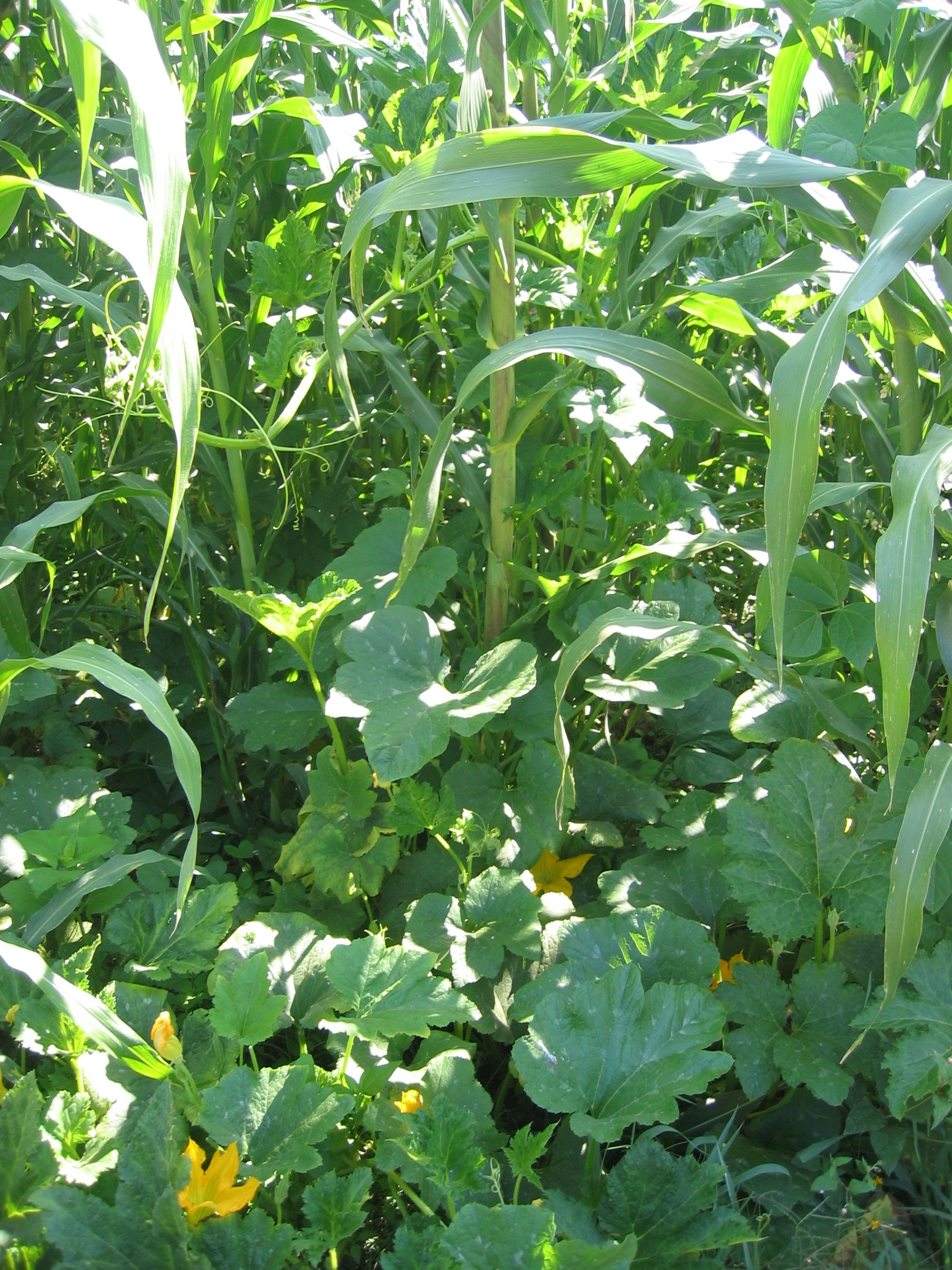